# Књига о гробљу
„Књига о гробљу“ (енгл. The Graveyard Book) је роман за децу британског писца Нила Гејмана објављен за енглеско тржиште септембра 2008. године. Књигу је 2009. године на српском тржишту објавила издавачка кућа „Лагуна“.

## Концепт
Гејман је добио идеју за заплет романа 1985. године, након што је посматрао свог, тада двогодишњег, сина Мајка како вози трицикл по гробљу које се налазило преко пута куће у којој су живели. Присећајући се на који је начин Мајк посматрао гробље из куће, Гејман је одлучио да би могао да напише роман попут Киплингове „Књиге о џунгли“, али да причу смести на гробље.
Свако поглавље у књизи је написано у облику кратке приче, а радња се, у већини случајева, одвија са годину или две разлике, пратећи одрастање главног јунака. Нека од поглавља стоје у директној аналогији са Киплинговом књигом објављеном 1894. године (а према којој је „Књига о гробљу“ и добила назив); на пример, трећа глава, „Пси Господњи“, одговара причи „Каов лов“.

## Главни ликови
- Нико Овенс: главни лик, дечак чији је надимак „Ико“. Његови родитељи и старија сестра су убијени док је био беба, Након тога, Ико постаје становник гробља. Тамо добија Слободу Гробља којом стиче неке способности духова, као што су сненоход и ишчезавање из свести и сећања смртника.

- Сајлас: Иков чувар до тренутка када постаје одрастао. Учитељ, саветник и шампион у опрезности, Сајлас није жив, али није ни мртав. За разлику од духова, он може да се креће међу живима да би набавио храну, лекове, и остале потрепштине за дечака. Сајлас је члан Почасне гарде, и све указује на то да је он вампир, мада то нигде у књизи није директно речено. Гејман је у својим интервјуима потврдио да је Сајлас заиста вампир.[5]

- Госпођица Лупеску: учитељица. Чудну странкињу Ико сматра за неискусну куварицу која спрема бљутаву храну. Госпођица Лупеску је замена за чувара у време када је Сајлас одсутан, и Икова учитељица. Иако делује хладно и на први поглед небрижно, она је грозна жена која се заклела да ће сачувати Ника, без обзира да ли он то жели или не. Испоставља се да је она „Пас Господњи“, односно вукодлак, и члан Почасне гарде. Лупеску је презиме румунског порекла („луп“ = вук, „еску“ = уобичајен суфикс код румунских презимена). Још једна назнака њеног порекла види се када се благонаклоно обраћа Нику користећи румунску реч „Nimeni“ (у значењу „Нико“).

- Лиза Хемпсток: дух вештице. Сахрањена на непосвећеном тлу, изван граница гробља, чезне да добије надгробну плочу која би означила место на коме почива. Понекад лукава, понекад спремна да помогне, Лиза је ћудљиве нарави, али углавном праведна и искрено јој је стало до Ика.

- Скарлет Амбер Перкинс: жива девојчица. Са пет година Скарлет упознаје Ика (за кога њени родитељи верују да је измишљени пријатељ) за време игре на гробљу. Касније, као петнаестогодишњаци, Скарлет и Ико се поново срећу када се она враћа на гробље где упознаје Џека Фроста.

- Човек звани Џек: убица Икове породице. У другом делу књиге појављује се као Џек и као господин Фрост. Мистериозан лик у већем делу књиге, убио је Икове родитеље и сестру, и жели да убије и дечака да би спречио испуњење пророчанства према коме ће, уколико дете које може да корача границом између живота и смрти одрасте, организовано братство Џекова свих заната доживети свој крај. Приказује се као диван и учтив човек Скарлет и њеној мајци када се оне врате из Шкотске девет година касније. На крају књиге завршава заробљен у Слировој гробници.

- Господин и госпођа Овенс: пар духова који усваја Ика као бебу. Како за живота нису могли да имају деце, предано пазе на дечака и називају га сином.

- Џекови, сви до једног: група људи који се називају Џек, чији корени се налазе у древном Египту. Одговорни су за убиство Икове породице, и желе да убију и дечака. Оне који су успели да преживе напад Почасне гарде Ико је редом заробио у гробу господина Карстерса, гул-капији, и Слировој хумци.

- Гулови: група гадних, натприродних створења која лутају светом чинећи пакости и зла. Врло су подли и дволични, а имена добијају према свом првом оброку који су имали када су постали гулови, па се тако у књизи појављују Војвода од Вестминстера, Бискуп од Бата и Велса, Пречасни Арчибалд Фицхју, Тридесет и Трећи Председник Сједињених Држава и Кинески Цар. Они заробљавају Ика да би га одвели у свој град Гулхајм. Гулови улазе у своје паклено краљевство кроз гул-капије, врата прикривена ружним, напуштеним гробовима; обично на сваком гробљу постоји једна.

- Слир: древни слуга који живи дубоко у хумци, чувајући благо свог Господара, за кога није сигуран да ли ће се икада вратити.

## Пријем критике
„Књига о гробљу“ је 26. јануара 2009. године постала добитник књижевне награде Њубери (енгл. Newbery Medal). Гејманова књига је на церемонији доделе награде описана као „изванредна мешавина убистава, фантастике, хумора и људске чежње“, уз наглашавање њене „магичне прозе насељене духовима“.
Књига је 2009. године добила и награду Хуго (енгл. Hugo Award) за најбољи роман.

## Филмска адаптација
Ирац Нил Џордан, добитник Оскара за најбољи оригинални сценарио за филм Игра плакања, потписао је уговор према коме ће адаптирати роман за филм који ће и режирати.